# Standardni plesi
Skupino standardnih plesov predstavlja pet plesov, ki se odlikujejo po plavajoči breztežnosti, ritmično menjajočimi se gibalnimi sekvencami in hitrimi reakcijami v gibanju. 
Izhodišče je naravno, plesnim strukturam prilagojeno gibanje, za katerega je potrebna velika energija s čim manj vidnega napora. Plese sestavlja vrsta plesnih figur in slike, ki so izvedene v gibanju skozi prostor ali na mestu in so koreografsko strukturirane tako, da plesni par lahko prikaže čim več svojih plesnih sposobnosti in izraznih kvalitet. Plesi zahtevajo posebno plesno držo, posebno tehniko gibanja ter »zlitost plesalke in plesalca v eno«. Gre za lahkotnost gibanja, ki večkrat ustvarja iluzijo lebdenja. 
Standardne plese navadno plešemo v t. i. zaprti drži. V tehniki so stopala za razliko od latinsko-ameriških plesov vzporedna, noge pa se premikajo tesno druga mimo druge. Pri hoji nazaj se odrivamo s pete, pri premikanju naprej pa se načeloma stopi naprej na peto in nato na celo stopalo. Telo je pokončno in zravnano. 
Standardni plesi so:
- angleški valček (ang.slow waltz)
- tango
- dunajski valček(ang.viennese waltz)
- slow fox
- quickstep